# نوشته روی دیوار (ترانه سم اسمیت)
«نوشته روی دیوار» تک‌آهنگی از هنرمند اهل بریتانیا سم اسمیت است که در سال ۲۰۱۵ میلادی منتشر شد.
این تک‌آهنگ در چارت‌های اسکاتلند، بریتانیا در رتبه اول و در چارت‌های ایرلند، سوئیس، فلاندرز جزو ده ترانه اول قرار گرفت.
این ترانه که ۲۵ سپتامبر ۲۰۱۵ منتشر شد٬ نخستین ترانه یک فیلم از مجموعه جیمز باند است که در فهرست پرفروش‌ترین‌های بریتانیا صدرنشین شد و با فروشی حدود ۷۰ هزار نسخه (با احتساب پخش اینترنتی) در یک هفته توانست ترانه "منظورت چیه؟" جاستین بیبر را به رده دوم بفرستد.